# (505) Cava
(505) Cava ist ein Asteroid des Hauptgürtels, der am 21. August 1902 von Royal Harwood Frost entdeckt wurde.
Der Asteroid trägt den Namen einer mythologischen Figur der Inka.